# Discestra raselaini
Discestra raselaini là một loài bướm đêm trong họ Noctuidae.